# 児玉清
児玉 清（こだま きよし、1934年1月1日 - 2011年5月16日）は、日本の俳優、タレント、テレビ司会者、作家。本名は北川 清（）。出生名=旧姓及び旧芸名は小玉 清（）。
元児玉清事務所代表取締役。事務用品の販売・卸会社の株式会社チカダ元専務取締役。妻は元女優の北川町子。長男は元タレントで児玉清事務所代表取締役兼事務用品の販売・卸会社の株式会社チカダ代表取締役社長の北川大祐。
東京市滝野川区出身。学習院大学文学部ドイツ文学科卒業。
出生日は1933年12月26日だが、戸籍上の生年月日は1934年1月1日である。
俳優業・司会業で人気を博した他、書評や政治評論でも存在感を示し、後者では保守の立場から日本の現状への憂いなどを綴った文章を度々寄稿していた。

## 略歴
- 1958年 - 東宝ニューフェイス第13期に合格[6]、芸能界入り。
- 1958年12月28日 - 映画『隠し砦の三悪人』で、芸能界デビュー。
- 1967年 - 東宝を退社、フリーとなり、児玉清事務所を立ち上げ。
- 1972年 - 日本放送作家協会賞男性演技者賞を受賞。
- 1975年4月6日 - 司会を務めていた、朝日放送テレビ（以下、ABC）『パネルクイズ アタック25』放送開始（2011年4月10日放送分まで出演）。
- 2011年5月16日 - 胃癌により77歳で死去。法名は修讀院釋清優（）である。読書家だった事にちなみ「讀（読）」の字が入れられた。

## 来歴
小学生の頃、群馬県吾妻郡中之条町の四万温泉に集団疎開した経験を持つ。疎開先ではいじめられた経験もあり、孤独を紛らわすため本を読みふけっていた。
東京都立工芸高等学校を経て、一浪して学習院大学文学部ドイツ文学科入学後、演劇部に入部。当初は道具係だったが、当時の世代としては大柄（178 cm）ということで無理矢理舞台に上がらされたという。
その後、大学の1年先輩でフランス文学科の篠沢秀夫（年齢は同じだが篠沢は現役で合格したため、大学の学年は1学年上である。篠沢は後に母校の学習院大学で名誉教授となる）に見出され、篠沢が企画していた仏語劇『ブリタニキュス』（ラシーヌ作）の主役に抜擢される。フランス語は全く知らなかったが、演じ切って高い評価を得た。
とはいえ、児玉は本来は役者志望ではなく、大学卒業後は学者になるために大学院進学を目指していたが、学部卒業式の当日、母の急死により就職先を探さねばならなくなる。
しかし時季は4月目前、就職先が決まらず結局、知人が手を回して応募してくれていた東宝映画第13期ニューフェイス（新人俳優の募集）の面接試験に臨み、合格した。試験当日の朝は1時間前に急に思い立ち、東京都世田谷区岡本の自宅そばにあったバスの停留所にたまたま東宝撮影所行きのバスが停車。すかさず飛び乗り向かったこともあり、水着持参であることも知らず水着審査で下着のパンツ一枚で参加し審査員から奇異の目にさらされるも、質問にウィットあふれる回答を返し、逆に歓心を買った、という逸話がある。この逸話は著書『負けるのは美しく』（集英社）で明かされている。
先輩の篠沢は、児玉とは逆に役者志望であったものの、学者となったため、結果的に篠沢と児玉は正反対の進路を進むこととなった。
東宝専属となったものの、いわゆるエキストラとしてセリフのない通行人役が長らく続く。1959年封切『鉄腕投手 稲尾物語』に通行人役として出演、それまで撮影所の掲示板に貼り出される仕出しの仕事を無為にこなす日々を送っていたが、この作品は児玉にとって不本意だった俳優業に興味が沸き始める転機となった。当作品のロケで福岡県福岡市に滞在していたある夜、宿舎で年下のスター俳優に誘われ立ち寄った喫茶店で、サインを求めてきたウエイトレスが児玉も人気俳優だと思い込み色紙を差し出したところ、年下のスター俳優が「この人は雑魚だからサインを貰っても意味ないよ!」と言ったことに一念発起、「10年間は俳優として頑張ろう!」と心に誓ったのだという。その後は次第にセリフのある役柄を得るようになってはいたが、相変わらず端役が続いていた。
1961年4月封切の『別れて生きるときも』で司葉子の初恋の相手役に抜擢されたことをきっかけに、頭角を現していく。黒澤明監督作『悪い奴ほどよく眠る』に出演した際は、「とにかく目立とう」と必要以上に大げさな演技やフレームインを繰り返し、激怒した黒澤にいじめ抜かれる。友人にそそのかされた児玉は「世界のクロサワ」を殴ることを決意するまでに至ったが、なんとか踏みとどまり、実行には移さずに出番を終える。のちに黒澤が自分のことを陰で「あの血気盛んさを10年持ち続ければものになる」と評価していたことを聞き、腰が砕けたと語っている。
1964年8月、東宝専属の中堅女優だった北川町子と結婚。この時、児玉側が婿入りしたことにより本名の姓がこれまでの小玉から北川となった。まもなく町子が女優を辞めたため、会社ばかりかベテラン女優の賀原夏子からも残念がられ、彼女が復帰する際は知らせてほしいと言われめげる。結局、1967年に東宝を退社してフリーとなり、テレビドラマに活動の場を移す。妻との間に一男一女を儲ける。水前寺清子主演の『ありがとう』で一躍人気を得て、以後ホームドラマなどで活躍する。しかし、テレビドラマも機器の向上と演出方法の変化によりカット割りが多くなり、通しでの演技ができなくなったことや、時代と共にホームドラマの制作も減少の一途を辿ったために、徐々に俳優業を減らすようになった。
一方、1975年4月よりABC・テレビ朝日系のクイズ番組『パネルクイズ アタック25』の司会者となり、36年にわたり司会を行った（詳細は後述）。
2001年、テレビドラマ『HERO』の出演依頼を断った際に、当時マネージャーを務めていた娘から「泣く子が黙るようなキムタクさんが出るんだから。彼の目の前を歩くだけで良いから、出なさい」と説得され一転して引き受けたという。2002年、娘は当時4歳の息子（児玉の孫）を残し、スキルス胃癌により36歳で急逝。この頃より本業である俳優としての出演も増え、若い世代からも人気を得るようになった。一方、同年12月にニッポン放送の『ラジオ・チャリティー・ミュージックソン』出演が好評だったことから、2003年6月から『テレフォン人生相談』のパーソナリティを担当するようになった。児玉の実体験を交えて悩みに回答するなど、リスナーからも親しまれた。
2010年には19年ぶりのNHK大河ドラマとなる『龍馬伝』に出演し、主人公・坂本龍馬の父である坂本八平を演じ、これが遺作となる。
2011年2月下旬から体調不良を訴え都内の病院にて検査をした処、胃癌が発見された。3月下旬より検査入院した際には肝臓への癌転移も発覚し、既に手術不可能な状態だった。同年4月、肝機能障害により緊急入院。休業し復帰を目指し療養に専念していたが、同年5月のゴールデンウィークを過ぎてから容態が急変し、5月16日12時28分、胃癌のため東京都中央区の聖路加国際病院で死去、77歳没（こちらも参照）。
最後の仕事は、2011年3月23日に収録されたNHK BSプレミアムPR用映像（後述）。テレビ出演は同年4月30日放送の『ワーズハウスへようこそ』（日本テレビ）が最後となった。
通夜は5月20日、葬儀・告別式は2011年5月21日に護国寺で営まれ、多くの芸能・放送関係者が弔問に訪れた。法名は「修讀院釋清優（）」。遺体は落合斎場で火葬された。
没後の2011年5月27日には、放送文化基金賞の第37回特別賞授与が発表された。

## 人物

### 読書家として
芸能界きっての読書家としても知られ、多くのエッセーや書評も執筆している。年に数回の外国旅行に行く際には、飛行機内で分厚い英語原文の小説を読むことが楽しみであったという。なお大好きなポール・リンゼイ『覇者』（講談社刊）の解説では、お気に入りの『FBI物語』とそのほかの作品を比べ、熱く述べている。また、NHKの書評番組『週刊ブックレビュー』の進行役を週替わりで務めた他に、日本図書館協会などが主宰するシンポジウムのコメンテーターも務めたことがある。
朝日新聞出版の主催する公募文学賞『朝日時代小説大賞』の選考委員を務め、その関連で、山本一力と縄田一男との共著『ぼくらが惚れた時代小説』（朝日新書、2007年）や、その二人と共選で『人生を変えた時代小説傑作選』（文春文庫、2010年）を出している。
日焼けして読めなくなった古い文庫をやむなく捨てたところ、その本が絶版になり強く悔やんだ経験から、それ以来本を捨てないようになった。その一方、1万冊以上の蔵書をかかえ、その重みで家の床が傾く等の問題が現実化したことから、誰かに預かってもらうことを検討していた。
外国小説は原書で読んだ。ジェフリー・ディーヴァーのファンだった。林真理子（小説家）が児玉を成田国際空港で見かけた際に、児玉のハンドキャリー荷物は洋書1冊だけで、その1冊を検査機に通し、ピックアップする姿が非常に颯爽としていたことに感じ入ったと書き記している。
産経新聞にも2004年4月から2005年3月までの1年間、日曜日朝刊に書評を連載していた。その後も度々寄稿し、2008年2月24日付で紹介した「友よ 弔辞という詩」（サイラス・M・コープランド著）についての取り上げたのが最後となった。また、文芸雑誌『すばる』にも連載コラムを寄稿していた。
最後の仕事となったNHK BSプレミアムのPR用映像には、読書家であり『週刊ブックレビュー』の司会も務めた児玉を象徴するかのように、古書店の店主役で出演した。この映像では、古書店を訪れた女子高生2人に児玉がBSプレミアムを薦める、というものであり、生前の代表作の一つ『アタック25』（後述）のノリも少し入っていた。後日、2011年5月28日『週刊ブックレビュー』の児玉の追悼企画「児玉清さん〜本と歩いた18年」、2011年6月26日『Mr.サンデー』の特集「初公開…愛蔵本伝える児玉清さん"遺言"」でも映像が紹介された。2011年10月にはハヤカワミステリマガジン協力、紀伊国屋書店製作の『英語で楽しむミステリ小説フェア 児玉清さんが愛した小説たち』という無料小冊子を配布した。

### 思想的立場として
保守派として有名だった児玉の思想的な立場として、以下のような逸話がある。
- 児玉は百田尚樹の作家デビュー作『永遠の0』を発表直後から高く評価する発言を行っており、2009年に同作が文庫化された際には解説文を寄稿している[19][20]。草野マサムネ（スピッツ）のように児玉の発言をきっかけに同作に興味を持ち、読んだうえで高く評価した著名人も存在する[19]。
- 2005年『文藝春秋』7月号での「首相靖国神社に参拝に関するアンケート」という特集記事に寄稿している。内容は「自国の存立と繁栄を願って尊い命を投げ打った人間を祀る靖国神社に首相が参拝することは当然」とし「A級戦犯合祀については戦犯は戦勝国による烙印にすぎない上に、彼らは死を以って贖罪は済ませているので、参拝の障害にならない」と首相参拝を支持している。大戦に関しては「過去に過ちのない個人もいないように、過去に過ちのない国もない」と日本を擁護。また「（中国の）反日運動こそ謀略だ」と発言し、中国の李肇星外相の発言や中国の著作権問題に言及して「滅茶苦茶な国の何たる妄言暴言か」と主張している[21]。
- 2011年3月、児玉が緊急入院する直前『文藝春秋』5月特別号の東日本大震災に関する特集記事「われらは何をなすべきか」に寄稿していた。内容は「この国の危機管理のお粗末さに日々唖然」から始まり、「『決死で頑張る』とか精神論を披歴するだけ、まるで昔の旧軍人総理となんら変わらない幼稚さ」であると、菅直人首相（当時）の震災への対応について批判する主張を行い、さらに東京電力による福島第一原子力発電所事故に対する対応についても「日本は完全に幼稚化した人間たちがリーダーシップを握っていることを露呈」などと綴った[5]。また「被災地へヘリコプターで物資を投下」といった提言も行っている[22]。原稿は手書きでFAXを使って寄稿されており、後に編集部に対し「内容に満足できないので、ボツでも構いません。ご判断をお任せします。必要とあれば書き直します」と電話で伝えてきたといわれる[5]。
- 「われらは何をなすべきか」のひと月前、同じく『文藝春秋』の4月号にも寄稿し「この国、わが祖国日本をどういう国にするのか。どのようにしたら混迷する二十一世紀にあって日本を素晴らしい国として残せるのか、といった政治家にとって一番大事なビジョンを誰も示さないばかりか、そこに必要な信念と決断する勇気すらも誰も見せてくれない。常に目先のことだけ」と政治家たちを批判している[23]。

### 切り絵
「俳優として売れないころ、何か作って（生活の）足しになればと思って始めた」のがきっかけで、長年切り絵を趣味としていた。テレビ朝日『徹子の部屋』などのインタビュー番組への出演時にもその腕前が紹介された。切り絵には外国の雑誌のページなども用いられ、死去直前に入院した際にも、切り絵の道具を病室に持ち込んでいた程で、来年のカレンダー用も製作しようとしていたが、彼の死去で幻になったと前記の特番で語られた。
2003年には自身の切り絵作品を紹介した『たったひとつの贈りもの わたしの切り絵のつくり方』（朝日出版社）を出版した。2008年には竹内まりやのシングル『幸せのものさし/うれしくてさみしい日(Your Wedding Day)』のジャケットとして、切り絵作品を制作し提供した。また、かつて『アタック25』のスポンサーであった東リから、児玉の切り絵を原画にしたラグとマット「HOOK RUG & MAT with KIYOSHI KODAMA」も発売された。
また、自ら制作した切り絵の作品によるカレンダー（非売品）を毎年制作しており、親しい知人や関係者に配布されていた。『アタック25』で問題読みを担当する加藤明子（ABCアナウンサー）曰く、毎月捲るのが楽しみだったという。
逝去後の2011年11月には、2012年版のカレンダーが一般向けに発売され、また12月には、切り絵を絵柄としたフレーム切手（80円切手10枚）とポストカード（2枚）のセットも発売され、以後も毎年カレンダーが発売されている。

### レギュラー番組
児玉は朝日放送テレビ（ABC）『パネルクイズ アタック25』の初代司会を、1975年4月6日の放送開始から2011年の死去直前の第1795回まで36年間にわたって務めた（この期間中、1984年、虫垂炎による入院のため収録を2回分欠席、通算1793回である）。
『アタック25』での児玉は司会者だけでなく、番組のブレーンも務めていた。スタッフ曰く、児玉自身常に「僕のバックボーン」としていたという。クイズ問題を作成する際、自らが得意とするドイツ文学などの問題では「こちらを問題や答えにした方がいいのでは」と児玉自らスタッフに助言したり、収録前の問題最終チェックも児玉自身がスタッフと共に検討を行っていた。
一部の回で想定外の解答があり、正誤が判定しにくいことがあり収録が中断したこともあったが「視聴者参加番組だから適当なことができない。ミスジャッジだと参加者さんに失礼になる」と、自らの哲学を一貫していた。また、誤答のブザーを押していたのも児玉自身であり、独自の間合いやアドリブなどを駆使しての番組進行ぶりは全て編集なしであったという。さらに晩年は「最近は問題が長くなったね」と苦言を呈したりもしていた。
アタックチャンス前の休憩中には児玉が出場者と観客に飴を配り、緊張している一般出場者をリラックスさせる役目も担っていた。クイズファンの間では『児玉飴』として親しまれ、出場者の中には飴を記念に持ち帰る人もいたという。更にスタッフをも気遣い「アタック25は自分の家で、スタッフはみんな家族だ」としており、海外旅行紹介のビデオテープ収録のほか慰労会（宴会、ゴルフなど）でも気丈に「ファミリー」として振舞ったという。また息子の北川大祐も「アタック25に出ていた父は、比較的素に近い姿だった」と語った。
解答者がクイズに正解した場合、「正解」ではなく「結構!」「その通り!」または「お見事!」と言うのが大きな特徴であったが、2007年6月頃から「正解!」とも言うようになった。これは「博多華丸が児玉の物真似をするようになってから、バラエティー番組で執拗に『その通り！』を連発するようになり、客席からクスクス笑い声が時々聞こえたことを意識し、それを言い続けると逆に自分がそれを真似ているのかもしれないという思いで変更した」と、2007年9月5日放送の『笑っていいとも!』（フジテレビ系）「テレフォンショッキング」にゲスト出演した際に語っていた 。晩年は、「正解」「結構」が半々ぐらいの割合で聞かれることが多く「その通り」は回数が少なくなった。不正解の時は「そうじゃない！」と怒っていたが、晩年では穏やかに「そうじゃないんだ」あるいは間に合わなかった時には「ごめん」と言っていた。
毎回収録が終わると観客を最後の一人まで見送っていた。見送りの際、色紙に自らのサインを渡す相手の名前を聞いて書いていたほど、律儀な姿勢を貫いた。
ウェブ上では、「アタックチャンス」（もしくは『ミスター・アタックチャンス』）というニックネームで親しまれていた。児玉のアタックチャンスは俳優らしく低声な声が有名だった。
児玉は2011年2月19日付の日刊スポーツ大阪版でのインタビュー記事にて、『アタック25』への思いを語っていた。
死去前後の動き
2011年4月、緊急の肝機能障害による入院のため、3月17日（4月3日・10日の放映分）の収録を最後に、2度目の休業に入った。また、4月17日以降の放送分では代役として、ABCアナウンサーの浦川泰幸が司会を務めてきた。なお、5月9日に、早ければ5月12日の収録（15日・22日放送分）より復帰することが報道で明らかにされたものの、5月11日、体調が戻らないことから「しばらく休ませてほしい。復帰の際は事務所から発表します」とABCに連絡があり、無期限休養に入ったことが明らかにされた。ABC側は「児玉さん（の復帰）を待ちたい」と、司会交代については否定していた。
児玉は入院中も、担当医師に「大阪まで行くのに、飛行機と新幹線のどちらがいいか」と尋ねたり、ピンクのスカーフを巻くなどおしゃれに気を使いつつ、復帰に意欲を見せていた。また、見舞いに訪れた加藤明子（ABCアナウンサー、2009年より問題読み担当）には「去年（2010年）の10月に胃カメラ飲んどけば良かったんだなぁ」と、病気の早期発見が出来なかったことを悔やむ言葉を漏らしていたという。
こうした中で児玉自身も、周囲の者たちも願っていた仕事復帰が叶わず、児玉は5月16日死去。翌17日夜より、ABCは番組公式サイトにて児玉への追悼メッセージを掲載した。
児玉の死去に伴い、ABCでは5月22日の『アタック25』の通常放送を休止し、追悼特別番組『さようなら児玉清さん 〜パネルクイズ アタック25特別番組〜』を放送。5月19日に収録が行われ、浦川と加藤が司会を担当。収録後、浦川は「病床の児玉さんから『浦川君なりのアタックをやってくれたらいいよ』とメッセージを頂きました」と振り返った。ABCサイドの話によると、病床で浦川の司会する『アタック25』を見ながら、物真似をしていたという。番組では『アタック25』における児玉の数々の名場面・名語録集のみならず、俳優として出演したテレビドラマなどの映像、VTR出演という形で石坂浩二と福山雅治が登場して故人との想い出を語るなど、人間・児玉清に焦点を当てた内容構成であった。
『アタック25』のプロデューサーを17年間務めた岩城正良（現・朝日放送ラジオ取締役）は児玉の訃報に際し「叱ってもらえる人が他界された…。本当に寂しい限りです。安らかに永眠されることを願っております」 とコメントを寄せた。
『アタック25』については5月29日以降、浦川が司会を引き継ぐうえで番組を継続することが決まり、浦川は「児玉さんに対し、恥ずかしくない司会をやっていきたい」と決意を新たにした。番組開始時にスポンサーであった東リの公式ホームページにも、児玉の逝去を悼む旨がPDFで掲載された。
2015年3月29日放送をもって浦川が4年近く務めた『アタック25』2代目司会を卒業し、『アタック25』開始から40周年を機に4月5日よりリニューアル、3代目司会者に俳優の谷原章介が就任。児玉と谷原は2006年のフジテレビ月9ドラマ『トップキャスター』で共演し親交を深め、翌2007年に谷原がTBS『王様のブランチ』の司会に就任する際に、児玉は谷原に「役者にとらわれず広く見てもらうことが大切」とアドバイスしたという。谷原は就任にあたり「児玉さんが守ってきた番組（アタック25）を僕らが壊すわけにはいかない」との決意で臨んだという。
児玉が死去してから10年後の2021年9月26日、延べ46年半・2000回以上もの長い歴史を紡いだ『アタック25』はその長い放送の歴史に一旦幕を下ろした。岩城曰く、最終回の放送を前に「最終回にはきっと児玉さんもスタジオに来られる。そして、最後は美しく、皆様に名残惜しまれるように放送が終えられればと願っているはず」と語っていた。その後『アタック25』は番組終了から半年後の2022年3月27日より、新たにBSで開局したBSJapanext（現：BS10）にて新番組『パネルクイズ アタック25 Next』として復活放送開始した。

### その他
- 1984年秋、深夜に激しい腹痛を覚え、盲腸の破裂に因る急性腹膜炎を起こし3週間入院した。この折『アタック25』の司会代役を務めたのは、タレントの板東英二（元プロ野球中日ドラゴンズ投手）である[48]。
- T.M.Revolutionの西川貴教から「理想の父親」として尊敬されており、ニッポン放送『西川貴教のオールナイトニッポン』に度々出演した。タレントのYOUも番組などで好みの男性として名をあげている[要出典]。
- 息子は北川大祐で、一時期「児玉大輔」や「北川大輔」、本名でタレントとして活動していたが、後に引退して会社員をしている[49]。娘は前述の死去までマネージャーを務めていた[50]。
- 自称「オリンピックおたく」[51]。だが、2004年のアテネオリンピックまでは現地にて観戦したことがなかった。アテネへの現地観戦は、『美女か野獣』で共演して以来親交のあった福山雅治（テレビ朝日でオリンピックのカメラマン・リポーターを担当）から、関連番組のナレーション依頼を兼ねて誘われたことによる[52][53]。
- カラオケの十八番は石原裕次郎の『銀座の恋の物語』。『アタック25』のスタッフ曰く、一度マイクを握ると離さないタイプで、また『東京音頭』を歌ったりすることもあったという[34]。
- 食べる事も好きで、東京都港区汐留のホテルにある日本料理店によく通っていた。必ずと言って良いほどステーキ定食を注文していたが、料理長に刺身もリクエストするなど、ささやかに接していた。ちなみに中トロと貝が好物であった[54]。
- 2011年正月（児玉の戸籍上の77歳の誕生日である1月1日）には親族とともに喜寿のお祝いをした。フランス料理を食べ、バーに行き、蕎麦でお開きとした。その後、急激に体調を崩したという[32]。
- 晩年は口髭を生やしてテレビ出演していたため、その口髭もトレードマークとなり有名となった[55]。

## 出演

### 映画
- 隠し砦の三悪人（1958年12月28日、東宝）
- 侍とお姐ちゃん（1960年1月9日、東宝）
- 非情都市（1960年2月21日、東宝）
- 黒い画集 あるサラリーマンの証言（1960年3月13日、東宝） - 森下 役
- サラリーマン出世太閤記 花婿部長No.1（1960年3月29日、東宝）
- 電送人間（1960年4月10日、東宝）-スリラーショーの客[2][注釈 9]
- 恐妻党総裁に栄光あれ（1960年5月10日、東宝）
- 青い野獣（1960年6月26日、東宝）
- 夜の流れ（1960年7月12日、東宝）
- 悪い奴ほどよく眠る（1960年9月15日、東宝） - 新聞記者 役
- ああ女難（1960年12月6日、東宝）
- 社長シリーズ（東宝）
  - サラリーマン忠臣蔵（1960年12月25日） - 岡野欣哉 役
  - 続サラリーマン忠臣蔵（1961年2月25日）
  - サラリーマン清水港（1962年1月3日）
  - 続・サラリーマン清水港（1962年3月7日）
- 南の風と波（1961年2月14日、東宝）
- 別れて生きるときも（1961年4月4日、東宝）
- 金づくり無法時代（1961年5月9日、東京映画）
- 黒い画集 ある遭難（1961年6月17日、東宝）
- 守屋浩の三度笠シリーズ（東宝）
  - 守屋浩の三度笠シリーズ 泣きとうござんす（1961年7月23日）
  - 守屋浩の三度笠シリーズ 有難や三度笠（1961年8月6日）
- アッちゃんのベビーギャング（1961年9月17日、東宝）
- B・G物語 二十才の設計（1961年10月29日、東宝）
- ガンバー課長（1961年12月17日、東宝）
- その場所に女ありて（1962年1月28日、東宝）
- はぐれ念仏 喜まんだら（1962年2月24日、東宝）
- 愛のうず潮（1962年5月22日、東宝）
- ニッポン無責任時代（1962年7月29日、東宝）エキストラ出演[注釈 9][注釈 10]
- 僕たちの失敗（1962年9月1日、東宝）
- 早乙女家の娘たち（1962年9月8日、東宝）
- 箱根山（1962年9月15日、東宝）
- 地方記者（1962年10月13日、東宝）
- 忠臣蔵 花の巻・雪の巻（1962年11月3日、東宝）
- サラリーマン無鉄砲一家（1963年2月8日、東宝）
- 妻という名の女たち（1963年5月22日、東宝）
- 秘剣（1963年8月31日、東宝）
- 国際秘密警察 指令第8号（1963年8月31日、東宝）
- 女の歴史（1963年11月16日、東宝）
- 今日もわれ大空にあり（1964年2月29日、東宝）
- ただいま診察中（1964年5月30日、東宝）
- 裸の重役 （1964年7月1日、東宝）
- 団地・七つの大罪（1964年12月9日、宝塚映画）
- 太平洋奇跡の作戦 キスカ（1964年12月19日、東宝）- 福本少尉[56]
- 戦場にながれる歌（1965年8月13日、東宝）
- 馬鹿と鋏（1965年12月5日、東宝）
- 女は幾万ありとても（1966年2月12日、東宝）
- 東宝8.15シリーズ
  - 日本のいちばん長い日（1967年8月3日）
  - 日本海大海戦（1969年8月1日） - 山本大尉[56][2]
- 妖婆（1976年10月16日、松竹）
- HERO（2007年、東宝） - 鍋島利光 役
- 図書館戦争シリーズ（東宝） - 稲嶺和市 役（写真出演）
  - 図書館戦争（2013年）
  - 図書館戦争-THE LAST MISSION-（2015年）

### テレビドラマ
- 義経くん奮戦記（1964年、TBS）
- 青春とはなんだ（1965年 - 1966年、日本テレビ） - 松井勝子の兄 役
- ライオン奥様劇場（フジテレビ）
  - こころ妻（1966年）
  - 妻の座（1966年）
- 新・三等重役（1966年、日本テレビ）
- あじさいの歌（1966年、日本テレビ）
- 東芝日曜劇場（TBS）
  - 「女と味噌汁 その5」（1966年） - 小川正二 役
  - 霧のサンフランシスコ（1974年）
  - 松本清張おんなシリーズ・記憶（1978年） - 野上和也 役
- 宝塚映画シリーズ 楽天夫人（1967年、フジテレビ）
- これが青春だ 第30話「美人投票」（1967年7月9日、日本テレビ）
- 霧の旗（1967年、NET）
- 三匹の侍 第6シリーズ 第11話「あゝ武士道」（1968年、フジテレビ） - 伊場平六 役
- 春よこい（1969年、TBS）
- 見合い恋愛（1969年、日本テレビ） - 天ぷら・しのはら店主/長女婿役
- 水曜劇場 甘柿しぶ柿つるし柿（1969年 - 1970年、TBS）
- ありがとう（TBS）
  - ありがとう 第1シリーズ（1970年） - 杉本公一 役
  - ありがとう 第2シリーズ（1972年 - 1973年） - 十 龍之介（つなし たつのすけ）役
  - ありがとう 第3シリーズ（1973年 - 1974年） - 木下 三三九（さんさく）役
- こどもが帰ったあとからは（1970年、TBS）
- 火曜日の女シリーズ 人喰い（1970年、日本テレビ）-豊島宗和　役
- 花は花よめ（日本テレビ）
  - 花は花よめ 第1シリーズ（1970年 - 1971年） - 清水達郎 役
  - 花は花よめ 第2シリーズ（1972年 - 1973年）
  - 花は花よめ 第3シリーズ（1974年-1975年）
- 肝っ玉かあさん 第3シリーズ（1971年 - 1972年、TBS） - 市丸民三 役
- おんな家族（1974年、TBS）
- 夏の家族（1974年、フジテレビ） - 庄田峻介 役
- 女の小箱（1975年、よみうりテレビ）
- 結婚前夜シリーズ・姉妹（1976年、TBS）
- 女の家庭（1978年、フジテレビ） - チーフパーサー佐竹 役
- 白い巨塔（1978年、フジテレビ） - 関口仁 役
- 大河ドラマ（NHK総合）
  - 黄金の日日（1978年） - 徳川家康 役
  - 獅子の時代（1980年） - 瑞穂屋卯三郎 役
  - 山河燃ゆ（1984年） - 島木文弥 役
  - 武田信玄（1988年） - 飯富虎昌 役
  - 太平記（1991年） - 金沢貞顕 役
  - 龍馬伝（2010年） - 坂本八平 役
- 沿線地図（1979年、TBS） - 松本誠治 役
- 熱い秋（1980年、TBS） - 加納信之 役
- 土曜ドラマ（NHK総合）
  - 横浜物語（1982年） - 根岸文造 役
  - 理想の男性（1990年） - 三木竜治 役
  - 銀行 男たちのサバイバル（1994年）
  - ストックホルムの密使（1995年）
  - こんにちは、母さん（2007年） - 荻生直文 役
- 想い出づくり。（1981年、TBS） - 𠮷川武志 役
- 嫁がず、出もどり、小姑（1981年 - 1982年、フジテレビ） - 古山雄大 役
- 親と子の誤算（1982年、TBS） - 真淵清志 役
- 武蔵坊弁慶（1986年、NHK総合） - 富樫家経 役
- 木曜ゴールデンドラマ ガラスの中の幸福（1986年、よみうりテレビ）
- ドラマ女の手記「愛は死線を越えて」（1987年、テレビ東京）
- ラストダンス（1990年、東海テレビ） - 佐平 役
- 素顔のままで（1992年、フジテレビ） - 香坂修造 役
- ザ・ラストUボート（1993年、NHK総合、日独米墺合作）
- 連続テレビ小説（NHK総合）
  - かりん（1993年 - 1994年） - 野中辰彦 役
  - ファイト（2005年） - 駒田隆行（疎開した四万温泉の旅館の主人） 役
- ドラマ新銀河（NHK総合）
  - つばさ（1994年） - 羽仁一機 役
- 大地の子（1995年、NHK総合） - 斎木吾郎 役
- 月曜ドラマスペシャル 戸隠伝説殺人事件（1995年、TBS）
- HERO（2001年、フジテレビ）- 鍋島利光 役
  - HERO 特別編（2006年、フジテレビ）
  - HERO 第2シリーズ（2014年、フジテレビ）※Special thanks（遺影のみで登場）
- 恋ノチカラ（2002年、フジテレビ） - 倉持堅 役
- 天体観測（2002年、関西テレビ）
- 美女か野獣（2003年、フジテレビ） - 桜木恭一郎 役
- ラストクリスマス（2004年、フジテレビ） - 澤口孝太郎 役
- 危険なアネキ（2005年、フジテレビ） - 田村伸一 役
- トップキャスター（2006年、フジテレビ） - 柴田勝俊 役
- ドリーム☆アゲイン（2007年、日本テレビ） - 田中 役
- 鹿男あをによし（2008年、フジテレビ） - 小治田史明 役
- コード・ブルー -ドクターヘリ緊急救命-（2008年・2009年・2010年、フジテレビ） - 田所良昭 役
- ニュース速報は流れた（2009年、フジテレビワンツーネクスト） - 遠藤圭一 役
- 図書館戦争 ブック・オブ・メモリーズ（2015年、TBS） - 稲嶺和市 役（写真出演）

### 舞台
- 女と味噌汁（1973年、明治座） - 太巻右吉 役
- サウンド・オブ・ミュージック（1982年、日生劇場） - トラップ大佐 役

### 劇場アニメ
- スチームボーイ（2004年、東宝） - ロバート・スチーブンスン 役[57]

### ゲーム
- 富士通パソコンシステムズ「パネルクイズ アタック25」（1998年） - PlayStation版およびパソコン版のゲームソフト。児玉が映像と声で出演した。当時の出題者である相馬宏美も児玉と同様に映像と声で出演したほか、パッケージに児玉・相馬の写真が掲載されている。
- デジキューブ「パネルクイズ アタック25」（2002年） - PlayStation 2版。ゲーム内に登場する児玉はCGで、声は児玉本人によるもの。当時の出題者である沢木美佳子も児玉と同様にCGと声で出演したほか、パッケージに児玉・沢木の写真が掲載されている（バックはパネルボード）。

### バラエティ・その他のテレビ番組
- テレビナイトショー（1969年、東海テレビ[注釈 11]） - 木曜放送分司会
- 朝のワイドショー ○○と90分（1970年、日本テレビ） - 司会
- 土曜ショー（1971年 - 1972年、NET） - 第2代司会
- 東リクイズ・イエス・ノー（1974年 - 1975年、毎日放送） - 司会
- パネルクイズ アタック25（1975年 - 2011年、ABC） - 初代総合司会[58]
- 土曜映画劇場（1975年 - 1977年、NET→テレビ朝日） - 4代目解説者
- 私は名探偵（1977年、テレビ朝日） - 司会
- 輝く!第24回日本レコード大賞（1982年12月31日、TBSテレビ・ラジオ）- 司会
- 人工衛星クイズ（1984年、日本テレビ） - 司会
- TVムック・謎学の旅（1985年 - 1990年、日本テレビ） - ナビゲーター（準レギュラー）
- 週刊ブックレビュー（1993年 - 2011年、NHK-BS2→NHK BSプレミアム） - 司会
- そこが知りたい（1991年 - 1993年、TBS） - リポーター
- 仮面の告白（1992年 - 1993年、日本テレビ）
- びっくり法律旅行社→世界びっくり旅行社（2007年 - 2009年・2009年 - 2011年、NHK総合） - 「児玉トラベル」社長兼オーナー - 司会
- 偉大なる未来図鑑（2007年12月29日・2008年3月26日、フジテレビ） - 司会
- テレビでドイツ語（2008年・2009年・2010年、NHK教育）
- ワーズハウスへようこそ（2009年 - 2011年、日本テレビ） - 五十音文蔵 役

### ラジオ
- テレフォン人生相談（2003年 - 2011年、ニッポン放送）
- 高嶋ひでたけの特ダネラジオ 夕焼けホットライン（2007年 - 2008年、ニッポン放送） - 金曜日レギュラーコメンテーター
- 朗読・藤沢周平傑作選（2009年 - 2011年、ニッポン放送）
- きょうも元気でわくわくラジオ「耳より生活情報 ブックコラム」（2007年、NHKラジオ第1）
- ラジオ深夜便 人生私流（2008年11月8日・9日、NHKラジオ第1）
- ラジオビタミン 児玉清の読み出したら止まらない（2008年 - 2011年、NHKラジオ第1、毎月第2週の金曜日）

### 広告
- 小林製薬
  - 頭痛薬「ハッキリ」
  - 肩こり薬「アンメルツ」
- アルインコ - 一時期『アタック25』の提供スポンサーであった。
- 東北電力
- マルボシ酢
- トヨタ自動車 マークII（1980年）※ 神山繁と共演。
- 日興證券（現：SMBC日興証券）（1987年） - 一時期『アタック25』の提供スポンサーであった。
- 大川荘（会津若松市・芦ノ牧温泉）（1991年 - 1992年）
- 救心製薬 救心（1993年 - 2001年）
- ニッサン石鹸（現：NSファーファ・ジャパン）（1995年） - 「清潔一筋、誠実一筋、ニッサン石鹸です」のナレーションで有名。『アタック25』の提供を一時期務めていた。
- サントリー モルツ（1999年）
- 日本コカ・コーラ 大豆ノススメ（2005年）※ 柳葉敏郎と共演。
- 日本たばこ産業 ディライト・ファクトリー（2006年） - ナレーション
- パイオニア 楽ナビ（2006年）
- 日産自動車
  - オッティ（2007年） - ナレーション
  - ピノ（2007年） - ナレーション
  - モコ（2007年） - ナレーション

### イメージキャラクター
- 近畿日本ツーリスト 40代からの夫婦旅行 ゆとりっぷ（1990年代頃）※ 樫山文枝と夫婦役で共演。

## その他
- 『図書』（岩波書店の書店配布冊子）
- 総兵衛見参!（新潮文庫の「新・古着屋総兵衛」の書店配布小冊子） - 2010年11月29日、佐伯泰英と東京・青山にて特別対談。
- 柏崎ふるさとまつり（新潟県柏崎市でお盆に開催） - 直筆の絵あんどんを出品[59]。

## 主な著書
- 寝ても覚めても本の虫 （新潮社、2001年、ISBN 4104495018 / 新潮文庫、2007年）
- たったひとつの贈りもの－わたしの切り絵のつくりかた（朝日出版社、2003年、ISBN 4255002495）
- 負けるのは美しく（集英社、2005年、ISBN 4087747743 / 集英社文庫、2008年）
- 児玉清の「あの作家に会いたい」－人と作品をめぐる25の対話 （PHP研究所、2009年、ISBN 978-4569770048）
- すべては今日から (新潮社、2012年、ISBN 978-4104495023 / 新潮文庫、2015年)
- 人生とは勇気－児玉清からあなたへラストメッセージ （集英社、2012年、ISBN 978-4087815092 / 集英社文庫、2014年)
- ひたすら面白い小説が読みたくて－文庫解説コレクション （中央公論新社、2013年、ISBN 978-4120044922 / 中公文庫、2017年)

## 解説
- 上橋菜穂子『神の守り人』（下、新潮文庫）
- 遠藤展子『父・藤沢周平との暮らし』（新潮文庫）
- 北方謙三『鬼哭の剣』（新潮社文庫）
- 北原亞以子『おひで』（新潮文庫）
- 城山三郎『そうか、もう君はいないのか』（新潮文庫）
- 玉岡かおる『天涯の船』（下、新潮文庫）
- 蜂谷涼『雪えくぼ』（新潮文庫）
- 宮部みゆき『孤宿の人』（下、新潮文庫）
- 宮本輝『天の夜曲』（新潮文庫）
- 山本一力『かんじき飛脚』（新潮文庫）
- 和田竜『忍びの国』（新潮文庫）
- 百田尚樹『永遠の0』（講談社文庫）
- ケン・フォレット『大聖堂―果てしなき物語』（全4巻、ソフトバンク文庫）
- 万城目学『鹿男あをによし』（幻冬舎文庫）
- アダム・ファウアー『数学的にありえない』（下、文春文庫）
- 有川浩『阪急電車』（新潮文庫）『図書館戦争』シリーズ（角川文庫）
- トム・クランシー『レインボー・シックス 4』 (新潮文庫)
- トム・クランシー『容赦なく〔下〕』（新潮文庫）
- 爆笑問題 『爆笑問題の「文学のススメ」』（対談コラム）（新潮文庫）
- 蓮見圭一『かなしぃ。』（新潮文庫）

## 関連人物
- シュテファン・ツヴァイク - 20世紀初頭のオーストリアの作家で、児玉は彼の作品に感動し学習院大学独文科に進学し、卒業論文のテーマにもツヴァイクを選んだ。
- 田宮二郎 - 学習院時代の同期で、田宮の遺作となったテレビドラマ『白い巨塔』で共演した。児玉と同様、俳優であると同時にテレビ司会者としても活躍していた。
- 篠沢秀夫 - 学習院大学時代からの友人。児玉が独文2年のときに俳優になるきっかけの1つコメディ・フランセーズのラシーヌ「ブリタニキュス」の主役を演じた[10]。篠沢がALSで倒れてからの療養生活を追った『「ALS、フランス文学そして妻」〜篠沢秀夫さんの日々〜』（NHK教育、2010年9月2日放送）の番組では、児玉が篠沢の私邸へ見舞いに訪れる場面があった。
- 石坂浩二 - 『ありがとう』で共演以来、親交深い俳優。『アタック25』に解答者として出演した事がある。
- 安倍晋三 - 『文藝春秋』誌上で彼が小泉政権以降の首相にふさわしいという趣旨の寄稿をした。それをきっかけに安倍との会談が実現した。
- 博多華丸 - 児玉のモノマネを十八番とする芸人。2006年9月には『アタック25』に解答者として出演した。その際、児玉と一緒に「ダブルアタックチャンス」も行った。
- 竹内まりや - 竹内からの依頼により、シングル『幸せのものさし/うれしくてさみしい日(Your Wedding Day)』のジャケットの切り絵を作成した。
- 福山雅治 - ドラマ『美女か野獣』共演時、児玉の好きな「オリンピックおたく」ネタで意気投合し、オリンピックで一緒に観戦する友人となった（2008年7月10日、日本経済新聞「交遊抄」への投稿より）。大河ドラマ『龍馬伝』でも共演した。
- 中江有里 - 『週刊ブックレビュー』で共演した際に児玉より刺激を受け、小説家として活動[60]。
- 小池清 - 元毎日放送アナウンサー・『アップダウンクイズ』2代目司会者で、出身地が児玉と同じ。児玉も『アップダウンクイズ』に出演して共演を果たした。2012年4月に80歳で没。
- 板東英二 - 児玉が虫垂炎で入院した際に、『アタック25』代役司会を務めた。
- 浦川泰幸 - 朝日放送テレビアナウンサーで、『アタック25』後任司会者（児玉以外での進行としては実に27年ぶり）であり、2015年3月まで担当。追悼特番の司会も務めた。
- 谷原章介 - ドラマ『トップキャスター』で共演以来、親交を深め、『王様のブランチ』2代目司会者を引き受けるかどうか悩んだ際、児玉に相談してアドバイスをもらい、司会を受けることを決めた[61]。2015年4月より『アタック25』3代目司会者を務めている[45]。大河ドラマ『龍馬伝』でも共演した。